# Ælfgifu
Ælfgifu ist ein angelsächsischer weiblicher Name. Der Name setzt sich aus den Wörtern ælf „Elfen“  und gifu „Geschenk, Gabe“ zusammen.

## Berühmte Namensträger
- Ælfgifu von Shaftesbury († etwa 944), Ehefrau Edmunds I von England
- Ælfgifu, Ehefrau Eadwigs von England
- Ælfgifu von York, erste Ehefrau Æthelreds
- Ælfgifu von Northampton (Álfífa) (um 995–um 1040), erste Ehefrau Knuts des Großen
- Ælfgifu, Ehefrau Haralds I.
- Ælfgifu, Ehefrau Ælfgars, Earl von Mercia
- Ælfgifu von Wessex, Tochter Godwins von Wessex und Schwester von Harald II.
- Ælfgifu, Tochter Æthelreds und Ehefrau Uhtreds, Earl von Northumbria